# Walter Hagen-Groll
Walter Hagen-Groll (* 15. April 1927 in Chemnitz; † 3. November 2018 in Salzburg) war ein deutscher Chorleiter, Dirigent und Pianist.

## Leben
Bereits während seiner Schulzeit an einer Chemnitzer Oberrealschule wurde Hagen-Groll von 1934 bis 1944 durch Eugen Richter in Klavier- und Orgelspiel ausgebildet. Nach dem Abitur setzte er seine pianistische Ausbildung 1944 bei Josef Pembaur in München fort, die er, unterbrochen von Kriegsteilnahme und Gefangenschaft, von 1947 bis 1952 an der Musikhochschule Stuttgart abschloss. Seine Lehrer waren hier Jürgen Uhde und Hubert Giesen (Klavier), Gustav Koslik und Walter Aign (Dirigieren) sowie Hermann Erpf (Musikwissenschaft).
1952 wurde er Solorepetitor und stellvertretender Chordirektor an der Stuttgarter Staatsoper, 1957 Chordirektor der Städtischen Bühne Heidelberg. 1960 bis 1962 assistierte er Wilhelm Pitz bei den Bayreuther Festspielen.
Als Chordirektor an ersten Häusern in Berlin, Salzburg und Wien sowie als Lehrender hat er sich große Hochachtung seiner Chorsänger und Schüler, aber auch von Dirigenten, Regisseuren und Solisten erworben. Anlässlich der Ernennung zum Ehrenmitglied der Deutschen Oper Berlin, deren Chor er von 1961 bis 1984 leitete, bekannte er sich zu seinem Ehrgeiz, „aus dem größten Opernchor Europas auch den besten zu machen.“ Die Welt kommentierte: „Das hat er über viele Jahre erreicht.“

## Wirkungsstätten
- 1961 bis 1984: Chordirektor der Deutschen Oper Berlin
- 1962 bis 1988: Chorleiter bei den Salzburger Festspielen
- 1971 bis 1974: Leiter des New Philharmonia Chorus in London
- 1984 bis 1986: Chordirektor der Wiener Staatsoper (ab 1986 Gastvertrag)
- 1987/88: Chorleiter der Wiener Singakademie[2]
- Ab September 1986: Leiter der Chordirigentenklasse an der Hochschule für Musik und darstellende Kunst „Mozarteum“ in Salzburg

## Auszeichnungen
- 1966 Deutscher Kritikerpreis
- 1980 Bundesverdienstkreuz
- 1981 Goldenes Verdienstzeichen des Landes Salzburg
- 1984 Bundesverdienstkreuz 1. Klasse
- 1987 Clemens Krauss-Medaille der Konzertvereinigung Wiener Staatsopernchor
- 2001 Ehrenmitglied der Deutschen Oper Berlin
- 2003 Ehrenmitglied der Salzburger Gesellschaft für zeitgenössische Musik

## Diskografie (Auswahl)
Walter Hagen-Groll hat an knapp 80 Schallplatten- und CD-Aufnahmen unter namhaften Dirigenten, wie etwa Herbert von Karajan, Carlo Maria Giulini, Eugen Jochum, Christoph von Dohnányi, Karl Böhm, Lorin Maazel oder Robert Stolz mitgewirkt, unter anderen bei:
- Götterdämmerung von Richard Wagner, Dirigent: Herbert von Karajan, Deutsche Grammophon 1970
- Tristan und Isolde von Richard Wagner, Dirigent: Herbert von Karajan, Angel Records 1972
- Otello von Giuseppe Verdi, Dirigent: Herbert von Karajan, Angel Records 1974
- Il trovatore von Giuseppe Verdi, Dirigent: Herbert von Karajan, EMI 1978
- Nabucco von Giuseppe Verdi, Dirigent: Giuseppe Sinopoli, Deutsche Grammophon 1983
- Große Messe in c-Moll KV 427 von Wolfgang Amadeus Mozart, Dirigent: Nikolaus Harnoncourt, Teldec 1985
- 9. Sinfonie d-moll op. 125 von Ludwig van Beethoven, Dirigent: Claudio Abbado, Deutsche Grammophon 1987
- Così fan tutte von Wolfgang Amadeus Mozart, Dirigent: Riccardo Muti, EMI 1997
- Missa solemnis D-dur op. 123 von Ludwig van Beethoven, Dirigent: Carlo Maria Giulini, EMI 2008